# Artavasdes II de Armenia
Artavasdes II de Armenia (En armenio: Արտավազդ Երկրորդ) o Artuasdes fue rey de Armenia desde 53 a 34 a. C. Artavasdes era miembro de la Dinastía Artáxida, y sucedió en el trono a su padre, Tigranes el Grande. Artavasdes II fue un aliado de Roma, pero cuando Orodes II del Imperio parto invadió Armenia tras su victoria sobre el general romano Marco Licinio Craso en la Batalla de Carrhae en 53 a. C., fue obligado a unirse a los partos. Dio a su hermana en matrimonio a Pacoro I de Partia, hijo y heredero de Orodes I. 
En 36 a. C., el general romano Marco Antonio invadió el Imperio parto y Artavasdes cambió de nuevo de bando convenciendo a los romanos de atravesar su reino, evitando las llanuras de Mesopotamia, pero abandonó a estos una vez que salieron de Armenia. Marco Antonio invadió de nuevo Armenia en 34 a. C., capturó a Artavasdes II y lo llevó a Alejandría en 31 a. C. Artavasdes II fue decapitado por orden de Cleopatra VII de Egipto sin revelar el paradero de la tesorería real. Fue sucedido por su hijo Artaxias II. 
Según Plutarco, Artavasdes era un erudito dotado que compuso tragedias griegas e historias.
| Predecesor: Tigranes II | Rey Armenia (de la Dinastía artáxida) 55 a. C. - 34 a. C. | Sucesor: Artaxias II |